# Чон Со Мі
Еннік Сомі Доума (англ. Ennik Somi Douma; нар. 9 березня 2001), більш відома під своїм корейським ім'ям Чон Со Мі (кор. 전소미, англ. Jeon So Mi) — південнокорейська співачка, авторка пісень і реперка голландсько-канадського походження. Переможниця першого сезону шоу на виживання Produce 101 та колишня учасниця тимчасового жіночого гурту I.O.I. 13 червня 2019 року дебютувала сольно із синглом «Birthday».

## Біографія

### Раннє життя
Чон Сомі народилася 9 березня 2001 року в Онтаріо, Канада. Вона наполовину кореянка, наполовину канадка. Мати Чон Сун Хі кореянка, а батько Метью Доума, канадець голландського походження, є актором. Її сім'я переїхала до Південної Кореї за рік після її народження. Через її змішане походження, над Сомі часто знущалися в дитинстві.
Сомі — володарка чорного поясу третього ступеня за тхеквондо, але не змогла отримати четвертий ступінь, як її батько, через її вік. У 2013 році вона з'явилася у Let's Go! Dream Team Season 2 на Дні Захисту Дітей, як одна з представниць демонстраційної команди з тхеквондо середньої початкової школи, де вона була в парі з Пак Чжун Хен. У серпні 2014 року вона, і її мати і бабуся з'явилися в 187-му епізоді Hello Counselor. У 2014 році вона зіграла епізодичну роль у фільмі Ode to My Father разом зі своїм батьком та молодшою сестрою.

### 2015—2016:Sixteen,Produce 101таI.O.I

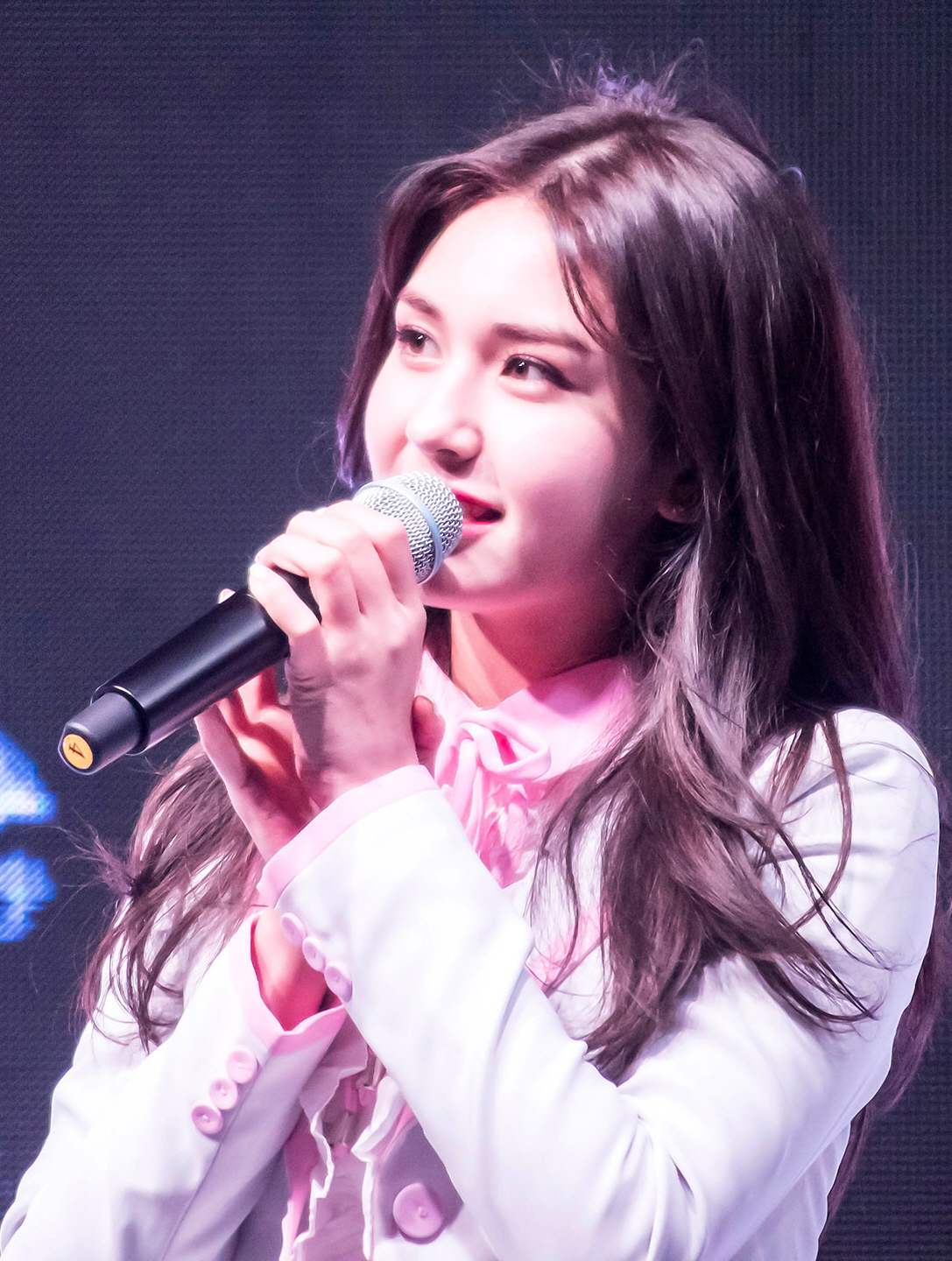
Сомі у грудні 2016 року

Сомі приєдналася до JYP Entertainment після прослуховування з піснею «Lonely» 2NE1. Незабаром після цього Сомі з'явилася в кліпі Got7 Stop Stop It з іншими стажерками. У травні 2015 року Сомі брала участь у шоу на виживання Sixteen разом з іншими 15 стажерками з JYP, щоб потрапити до нової герл-групи компанії, Twice. Однак вона була виключена в останньому епізоді.
У січні 2016 року Сомі представила JYP у шоу на виживання Produce 101. Вона посіла перше місце з 858,333 голосами та дебютувала 4 травня з тимчасовим дівочим гуртом I.O.I під керуванням YMC Entertainment, вони випустили дебютний мініальбом Chrysalis. У жовтні Сомі була обрана новою ведучою шоу SBS MTV разом з учасником UP10TION Вей.

### 2017—2018: Сольна діяльність та вихід із JYP
9 січня 2017 року було підтверджено, що Сомі підписала офіційний контракт із JYP на сольну діяльність щодо виступів у телешоу. Діяльність Сомі з I.O.I добігла кінця і група була розформована.
20 серпня 2018 року JYP Entertainment випустили офіційну заяву, в якій йдеться про те, що після взаємної згоди Сомі розірвала контракт, залишивши лейбл. Наступного місяця Сомі підписала ексклюзивний контракт із дочірньою компанією YG Entertainment — The Black Label.

### 2019—дотепер: Сольний дебют та успіх
25 лютого 2019 року The Black Label оголосили, що Сомі готується дебютувати з синглом, спродюсованим Тедді. Сомі дебютувала з цифровим синглом «Birthday» 13 червня. Сингл очолив найбільші південнокорейські чарти, включаючи Mnet, Bugs та Soribada. Сомі вперше з'явилася на музичному шоу сольно на шоу Music Core 15 червня, вона виконала сингли «Birthday» та «Outta My Head».
14 липня 2020 року було підтверджено, що Сомі повернеться 22 липня з новою піснею під назвою «What You Waiting For». 20 липня, у зв'язку з виходом синглу «What You Waiting For», Чон підписала контракт з Interscope Records у партнерстві з Black Label для просування за межами Азії. 22 липня Сомі випустила сингл «What You Waiting For». 6 серпня вона виграла перший трофей на музичному шоу на M Countdown.
23 липня 2021 року було підтверджено, що Сомі повернеться 2 серпня з новим синглом «Dumb Dumb». Кліп набрав 10 мільйонів переглядів менш ніж за 24 години на YouTube . Реліз досяг 8-го та 9-го місця в цифровому чарті Gaon та Korea K-Pop Hot 100 відповідно, ставши її першим синглом у першій десятці як солістка. «Dumb Dumb» також став її першим синглом у чарті Billboard Global 200, крім США, дебютувавши на 130-му місці. В ознаменування свого повернення Чон ініціювала челендж Dumb Dumb в TikTok, де хештег набрав більше 70 мільйонів переглядів за два тижні і перевищив 122,7 мільйона переглядів наступного дня.
14 жовтня 2022 підтверджено, що Чон Сомі випустить свій перший повноформатний альбом XOXO 29 жовтня. Чотири з восьми треків включали її попередні цифрові сингли «Birthday», «Outta My Head», «What You Waiting For» і «Dumb Dumb». Альбом дебютував на шостому місці в чарті Gaon Album Chart і був проданий у кількості 55,223 копій у листопаді.
24 липня 2023 року Чон оголосила, що в серпні випустить новий мініальбом Game Plan. Мініальбом вийшов 7 серпня з головним синглом «Fast Forward».

## Особисте життя
3 лютого 2017 року Чон Сомі закінчила середню школу Чхондама, а 7 лютого 2020 року — Школу мистецтв Ханлім за спеціальністю Практична музика та вокал. Сомі має чорний пояс третього ступеня за тхеквондо, але не змогла отримати четвертий ступінь через свій юний вік.

## Інша діяльність
У липні 2017 року Сомі була обрана для своєї першої в історії сольної угоди щодо підтримки як модель бренду напоїв Coca-Cola, Fanta.
У січні 2018 року Сомі взяла участь у компанії Reebok Classic SS18 Always Classic. Разом із Сомі, брали участь також Аріана Ґранде, Rae Sremmurd та Джіджі Хадід. Керолайн Мечен, старший директор з бренд-менеджменту Reebok, зазначила: Сомі виділялася як людина, яка виходить за межі очікуваного. Вона працювала з нашими колегами в Кореї, і ми були раді працювати з нею по всьому світу вперше. Вона інкапсулює наступне покоління.
У лютому 2019 року Сомі була обрана як нова модель для взуттєвого бренду ABC Mart Nuovo. У березні Сомі та Он Сону були обрані як рекламні моделі для спортивного бренду Beanpole Sports. 20 травня Сомі була обрана послом бренду косметики Shiseido Korea.

## Дискографія

### Студійні альбоми
| Назва | Деталі | Пікові позиції у чартах | Пікові позиції у чартах | Продажі                  |
| Назва | Деталі | KOR                     | US World                | Продажі                  |
| ----- | --- | ----------------------- | ----------------------- | ------------------------ |
| XOXO  | - Реліз: 29 жовтня 2021 - Лейбл: The Black Label, Interscope - Формат: CD, цифрове завантаження, стриминг | 6                       | 14                      | - Південна Корея: 58,933 |

### Мініальбом
| Назва     | Деталі                                                                                                   | Пікові позиції у чартах | Продажі                  |
| Назва     | Деталі                                                                                                   | KOR                     | Продажі                  |
| --------- | --- | ----------------------- | ------------------------ |
| Game Plan | - Реліз: 7 серпня 2023 - Лейбл: The Black Label, Interscope - Формат: CD, потокове мультимедіа, стриминг | 9                       | - Південна Корея: 66,355 |

### Сингли
| Назва                                                                                      | Рік                   | Пікові позиції у чартах | Пікові позиції у чартах | Пікові позиції у чартах | Пікові позиції у чартах | Пікові позиції у чартах | Пікові позиції у чартах | Пікові позиції у чартах | Продажі                   | Альбом                |
| Назва                                                                                      | Рік                   | KOR                     | KOR Billb.              | MLY                     | NZ Hot                  | SGP                     | US World                | WW                      | Продажі                   | Альбом                |
| Як головна виконавиця                                                                      | Як головна виконавиця | Як головна виконавиця   | Як головна виконавиця   | Як головна виконавиця   | Як головна виконавиця   | Як головна виконавиця   | Як головна виконавиця   | Як головна виконавиця   | Як головна виконавиця     | Як головна виконавиця |
| ------------------------------------------------------------------------------------------ | --------------------- | ----------------------- | ----------------------- | ----------------------- | ----------------------- | ----------------------- | ----------------------- | ----------------------- | ------------------------- | --------------------- |
| «Flower, Wind and You» (꽃, 바람 그리고 너) (with Ki Hui-hyeon, Choi Yoo-jung and Chungha) | 2016                  | 42                      | —                       | —                       | —                       | —                       | —                       | —                       | - Південна Корея: 38,862  | Сингли поза альбомом  |
| «You, Who?» (유후) (with Eric Nam)                                                         | 2017                  | 16                      | —                       | —                       | —                       | —                       | —                       | —                       | - Південна Корея: 191,765 | Сингли поза альбомом  |
| «Birthday»                                                                                 | 2019                  | 22                      | 18                      | 20                      | 28                      | —                       | 5                       | —                       | - США: 1,000              | XOXO                  |
| «What You Waiting For»                                                                     | 2020                  | 53                      | 33                      | 8                       | 38                      | 4                       | 8                       | —                       | Н/Д                       | XOXO                  |
| «Dumb Dumb»                                                                                | 2021                  | 8                       | 9                       | —                       | —                       | 24                      | 5                       | —                       | Н/Д                       | XOXO                  |
| «XOXO»                                                                                     | 2021                  | 43                      | 33                      | 17                      | 24                      | 15                      | 9                       | 185                     | Н/Д                       | XOXO                  |
| «Fast Forward»                                                                             | 2023                  | 5                       | 5                       | —                       | 24                      | 24                      | 10                      | 145                     | Н/Д                       | Game Plan             |
| «Ex-Mas» (with Big Naughty)                                                                | 2023                  | —                       | —                       | —                       | —                       | —                       | —                       | —                       | Н/Д                       | Сингл без альбому     |
| Як запрошена виконавиця                                                                    |                       |                         |                         |                         |                         |                         |                         |                         |                           |                       |
| «Nov to Feb» (11월부터 2월까지) (Jun. K featuring Somi)                                    | 2017                  | —                       | —                       | —                       | —                       | —                       | —                       | —                       | Н/Д                       | My 20's               |
| «—» релізи, що не потрапили у чарти або не були випущені у відповідних регіонах.           |                       |                         |                         |                         |                         |                         |                         |                         |                           |                       |

### Інші пісні у чартах
| Назва                                                                            | Рік  | Пікові позиції у чартах | Пікові позиції у чартах | Альбом    |
| Назва                                                                            | Рік  | KOR                     | US World                | Альбом    |
| -------------------------------------------------------------------------------- | ---- | ----------------------- | ----------------------- | --------- |
| «Outta My Head» (어질어질)                                                       | 2019 | —                       | 9                       | XOXO      |
| «Don't Let Me Go» (featuring Giriboy)                                            | 2021 | —                       | —                       | XOXO      |
| «Anymore»                                                                        | 2021 | —                       | —                       | XOXO      |
| «Watermelon»                                                                     | 2021 | —                       | —                       | XOXO      |
| «Gold Gold Gold» (금금금)                                                        | 2023 | —                       | —                       | Game Plan |
| «Fxxked Up» (개별로)                                                             | 2023 | —                       | —                       | Game Plan |
| «Pisces» (자두)                                                                  | 2023 | —                       | —                       | Game Plan |
| «The Way»                                                                        | 2023 | —                       | —                       | Game Plan |
| «—» релізи, що не потрапили у чарти або не були випущені у відповідних регіонах. |      |                         |                         |           |

### Авторство у написанні пісень
Дані наведені згідно бази даних Korea Music Copyright Association, якщо не вказано інше.
| Рік  | Виконавець | Пісня                      | Альбом           | Автор тексту | Автор тексту                    | Композитор | Композитор                           |
| Рік  | Виконавець | Пісня                      | Альбом           | Вказана      | З ким                           | Вказана    | З ким                                |
| ---- | ---------- | -------------------------- | ---------------- | ------------ | ------------------------------- | ---------- | ------------------------------------ |
| 2017 | Unnies     | «Right?» (맞지?)           | Non-album single | Так          | Kim Eana                        | Ні         | –                                    |
| 2019 | Jeon Somi  | «Birthday»                 | XOXO             | Ні           | –                               | Так        | Teddy, Bekuh Boom, 24                |
| 2019 | Jeon Somi  | «Outta My Head» (어질어질) | XOXO             | Так          | –                               | Так        | 24                                   |
| 2020 | Jeon Somi  | «What You Waiting For»     | XOXO             | Так          | Teddy, Danny Chung              | Так        | Teddy, R.Tee, 24                     |
| 2021 | Jeon Somi  | «Dumb Dumb»                | XOXO             | Так          | Teddy, Danny Chung              | Ні         | –                                    |
| 2021 | Jeon Somi  | «XOXO»                     | XOXO             | Так          | Teddy, Danny Chung, Vince, Kush | Так        | Teddy, Danny Chung, Vince, Kush      |
| 2021 | Jeon Somi  | «Don't Let Me Go»          | XOXO             | Так          | Teddy, Danny Chung, Giriboy     | Ні         | –                                    |
| 2021 | Jeon Somi  | «Watermelon»               | XOXO             | Так          | –                               | Так        | 24                                   |
| 2023 | Jeon Somi  | «Gold Gold Gold» (금금금)  | Game Plan        | Так          | Teddy, Danny Chung              | Так        | Dominsuk, 24                         |
| 2023 | Jeon Somi  | «Fast Forward»             | Game Plan        | Так          | Teddy, Bekuh Boom, Vince        | Ні         | –                                    |
| 2023 | Jeon Somi  | «Fxxked Up» (개별로)       | Game Plan        | Так          | Teddy                           | Так        | Teddy, 24, Dominsuk, JuniorChef, VVN |
| 2023 | Jeon Somi  | «Pisces» (자두)            | Game Plan        | Так          | –                               | Так        | Dominsuk                             |

## Фільмографія

### Фільми
| Рік  | Назва            | Телеканал | Роль                    | Прим.  |
| ---- | ---------------- | --------- | ----------------------- | ------ |
| 2014 | Ode to My Father | tvN       | Старша дочка Мак Сун Юн | [ 70 ] |

### Телевізійні шоу
| Рік  | Назва                                | Канал   | Роль                       | Прим.  |
| ---- | ------------------------------------ | ------- | -------------------------- | ------ |
| 2015 | Sixteen                              | Mnet    | Учасниця                   | [ 11 ] |
| 2016 | Produce 101                          | Mnet    | Фіналістка                 | [ 71 ] |
| 2017 | Sister's Slam Dunk Season 2          | KBS2    | акторський склад           | [ 72 ] |
| 2017 | Idol Drama Operation Team            | KBS Joy | акторський склад           | [ 73 ] |
| 2019 | Not the Same Person You Used to Know | Mnet    | 2 сезон 1 епізод           | [ 74 ] |
| 2019 | Law of the Jungle in Chuuk           | SBS     | Учасниця (393—397 епізоди) | [ 75 ] |
| 2020 | Lose If You're Envious               | MBC     | Учасниця                   | [ 76 ] |
| 2020 | I Am Somi                            | YouTube | Власне шоу                 | [ 77 ] |
| 2023 | Boys Planet                          | Mnet    | Зірка-мастер               | [ 78 ] |

### Веб-шоу
| Рік  | Назва                     | Роль   | Нотатки             | Прим.  |
| ---- | ------------------------- | ------ | ------------------- | ------ |
| 2022 | Your Daily Life           | Ведуча | TikTok Stage On Air | [ 79 ] |
| 2023 | Yes or Hot (예스 오아 핫) | Ведуча | Pilot show          | [ 80 ] |

### Ведуча
| Рік       | Назва                           | Канал                         | Нотатки                         | Прим.  |
| --------- | ------------------------------- | ----------------------------- | ------------------------------- | ------ |
| 2016–2017 | The Show                        | SBS_MTV                       | разом з Вей                     | [ 81 ] |
| 2017      | 26th Seoul Music Awards         | KBS N                         | разом з Хічолем та Тек Джехеном | [ 82 ] |
| 2018      | Produce 48                      | Mnet                          | 1 епізод (разом з Кан Даніель)  | [ 83 ] |
| 2018      | Music Bank World Tour: Berlin   | KBS2                          | разом із Пак Богом              | [ 84 ] |
| 2020      | Unite ON: Live Concert          | V Live                        | разом із Чхве Бо Міном          | [ 85 ] |
| 2021      | Inkigayo                        | з Джіхуном та Сончаном із NCT | SBS                             | [ 86 ] |
| 2021      | SBS 2021 Super Concert In Daegu | з YooA та Юнхо                | SBS                             | [ 87 ] |
| 2022      | MAMA Awards                     | Mnet                          | Перша ніч                       | [ 88 ] |
| 2023      | MAMA Awards                     | Mnet                          | Перша ніч                       | [ 89 ] |

## Нотатки
1. ↑  The Billboard K-pop Hot 100 chart launched in 2011 and was discontinued in July 16, 2014.[52] On the issue dated May 29 — June 4, 2017, the chart was re-established.[53]
2. ↑  The Billboard Global 200 chart launched and was first issued on the date September 19, 2020[59].
3. ↑  Сингл «Birthday» не потрапив у RIAS Top Streaming Chart, але посів 8 місце у регіональному чарті[62].
4. ↑  Сингл «Dumb Dumb» не потрапив у Billboard Global 200, але посів 130 місце у Excl. U.S.[64].
5. ↑  Пісня «Outta My Head» не потрапила у Gaon Digital Chart, але посіла 198 місце у Download Chart[66].
6. ↑  Пісня «Don't Let Me Go» не потрапила у Gaon Digital Chart, але посіла 125 місце у Download Chart[67].
7. ↑  Пісня «Anymore» не потрапила у Gaon Digital Chart, але посіла 130 місце у Download Chart[67].
8. ↑  Пісня «Watermelon» не потрапила у Gaon Digital Chart, але посіла 150 місце у Download Chart[67].
9. ↑  Пісня «Gold Gold Gold» (금금금) не потрапила у Circle Digital Chart, але посіла 80 місце у Circle Download Chart[68].
10. ↑  Пісня «Fxxked Up» (개별로) не потрапила у Circle Digital Chart, але посіла 41 місце у Circle Download Chart[68].
11. ↑  Пісня «Pisces» (자두) не потрапила у Circle Digital Chart, але посіла 72 місце у Circle Download Chart[68].
12. ↑  Пісня «The Way» не потрапила Circle Digital Chart, але посіла 55 місце у Circle Download Chart[68].